# Saurauia setigera
Saurauia setigera är en tvåhjärtbladig växtart som beskrevs av Pieter Willem Korthals. Saurauia setigera ingår i släktet Saurauia och familjen Actinidiaceae. Inga underarter finns listade i Catalogue of Life.